# Roeder von Diersburg (Adelsgeschlecht)

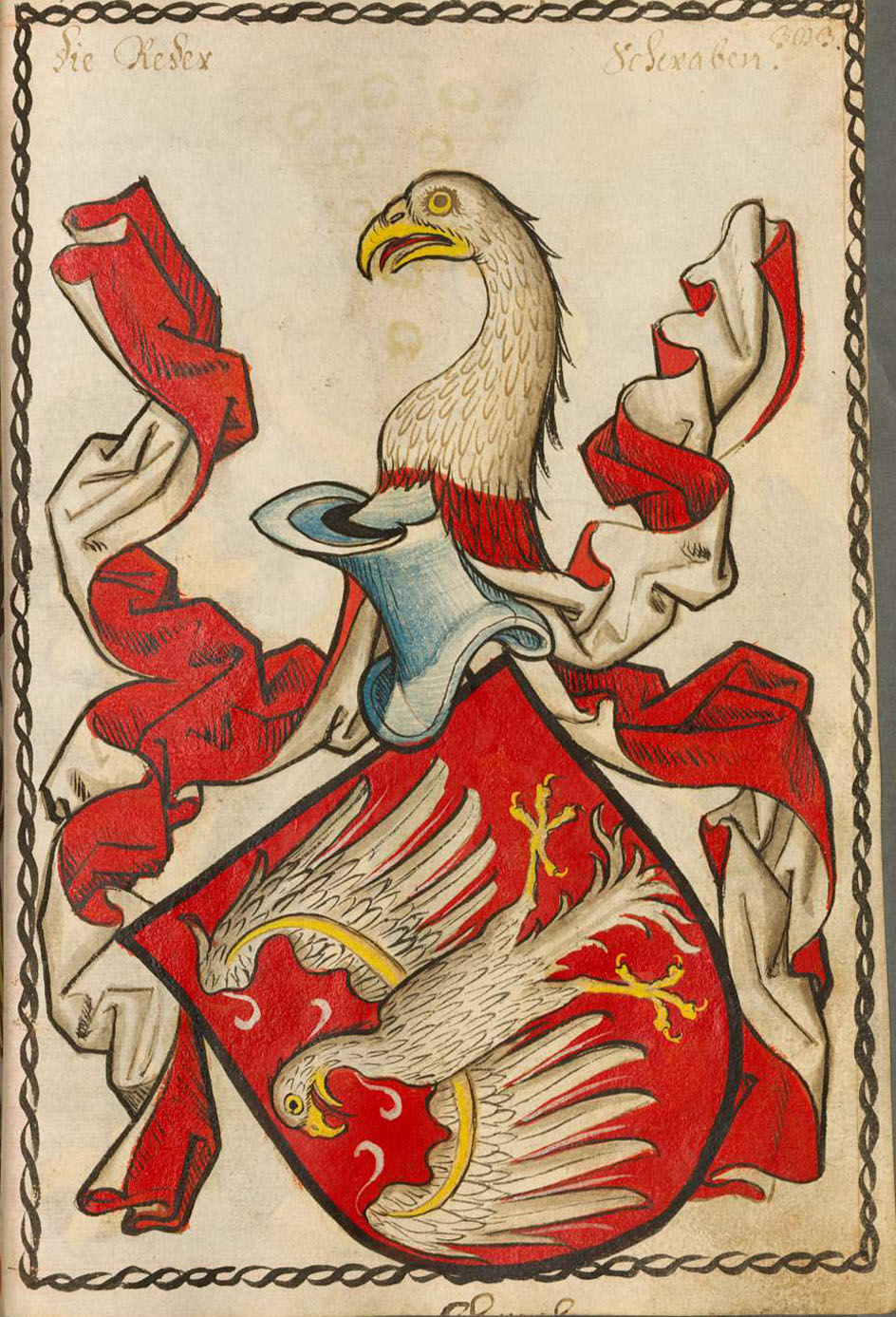
Stammwappen der Roeder von Diersburg

Roeder von Diersburg (u. a. historisch auch von Hohenrod, von Rode, von Rodirn, Roder, Rodder, Roeder/Röder, Roederer/Röderer, Röder/Roeder von Renchen, Röder von Diersburg, Röder von Tiersperg oder von Roeder zu Diersburg) ist der Name eines Adelsgeschlechts, das zum Uradel der Ortenau zählt. Zweige des Geschlechts bestehen bis heute. Seit 1902 werden je nach Bedarf Familientage abgehalten.

## Geschichte

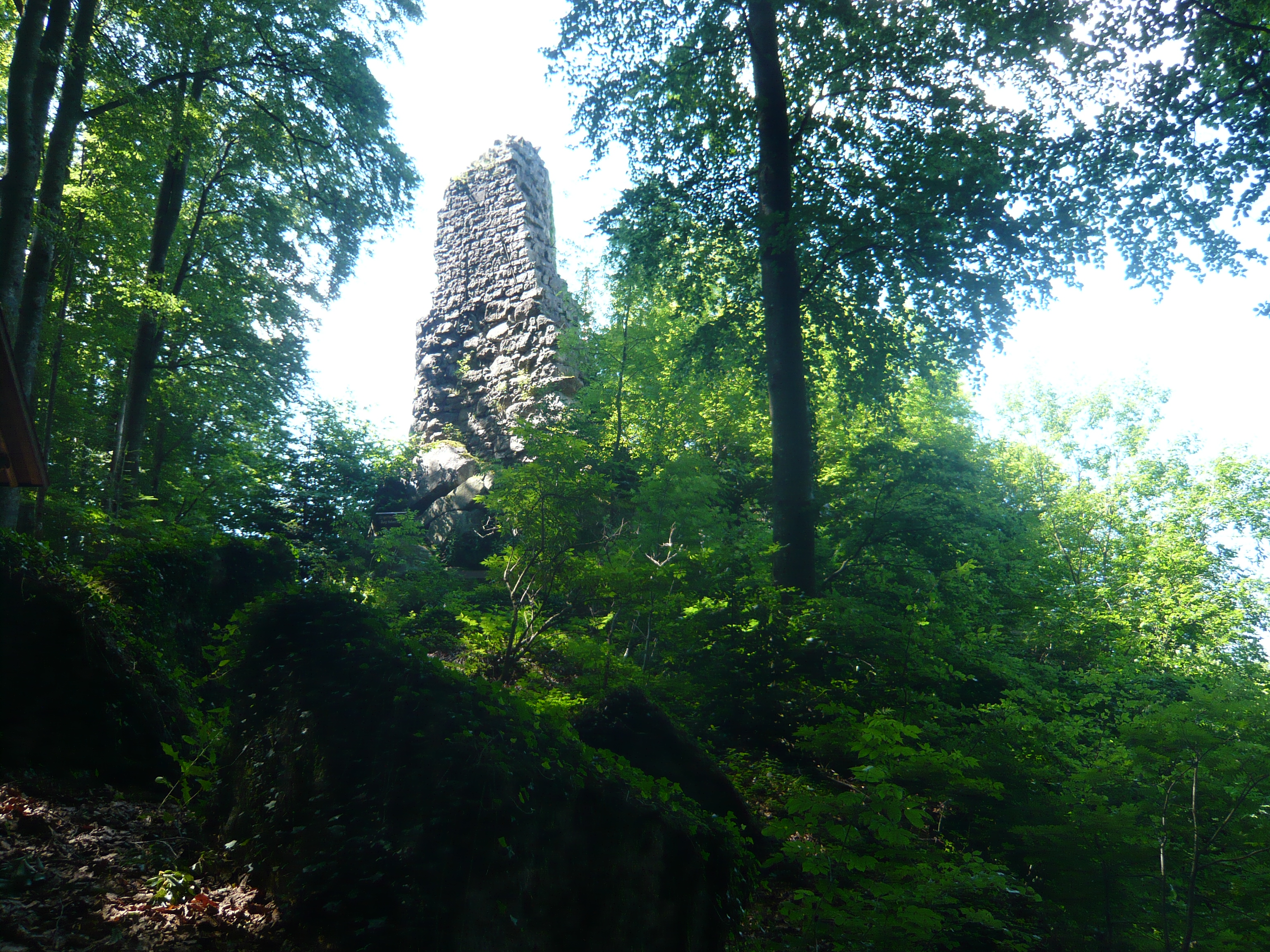
Burg Hohenrod

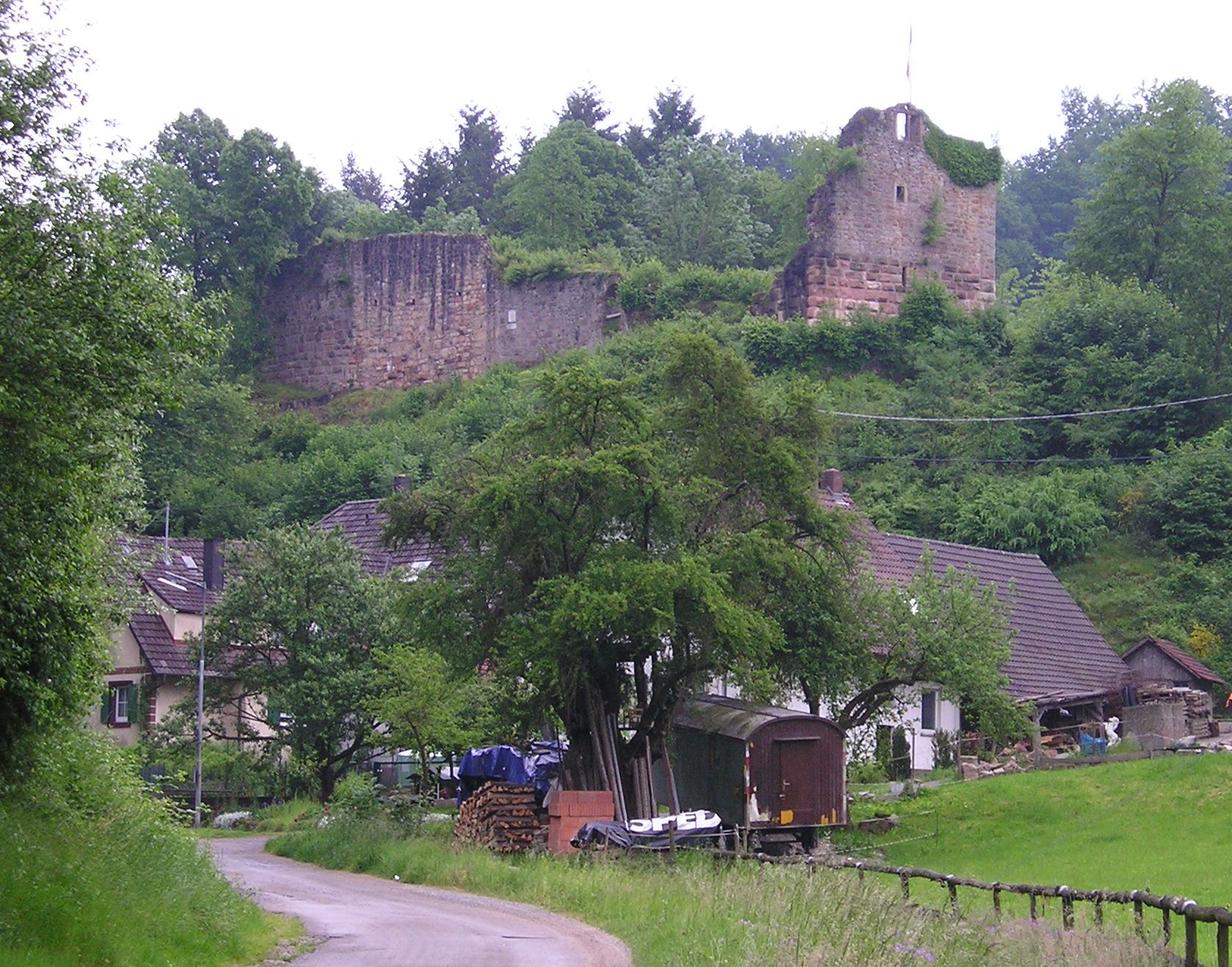
Ruine Diersburg

Stammburg des Geschlechts war Hohenrode (auch Brigittenschloss genannt, Mitte des 11. Jahrhunderts erbaut, Ruine nach 1524) bei Sasbachwalden. Aus der Ortenau verbreitete sich das Geschlecht zunächst nach dem Elsass. Erster nachweisbarer Angehöriger ist Burcard von Hohenrod, urkundlich 12. April 1197. Stammvater der einzig noch bestehenden Hauptlinie von Renchen (später von Diersburg, nach der 1455 erworbenen Herrschaft Diersburg) ist der Knappe Dietrich der Ältere Roder, urkundlich 1381.
1474 war das Geschlecht Mitbegründer der Schwäbischen Reichsritterschaft, Kantons Ortenau.
Während des 18. Jahrhunderts gehörten die Freiherren Roeder von Diersburg, wegen der Herrschaft Diersburg, zur Reichsritterschaft im Ritterkanton Neckar, Bezirk Ortenau, des Schwäbischen Ritterkreises. 1802 waren Philipp Ferdinand, Philipp Friedrich Karl Ludwig August, Georg, Ludwig und Egenolf Christian Roeder von Diersburg, Herren zu Diersburg und Reichenbach. Am 9. Mai 1742 wurden Angehörige der Familie im Ritterkreis Unterelsass immatrikuliert, nachdem das Geschlecht schon im Stichjahr 1680 dort angesessen war und mit seinen Gütern der Ritterschaft angehörten. Die französische Anerkennung des Freiherrenstandes (Baronats) erfolgte am 6. August 1773 in Compiègne, die großherzoglich badische Bestätigung zur Führung des Freiherrentitels (für das Gesamtgeschlecht) am 24. April 1911 in Karlsruhe.
Stammvater der um 1865 blühenden Linien ist Georg VI. (1556–1601). Er war Deutscher Ordensritter, verließ 1587 diesen Orden, trat zur Lutherischen Konfession über und heiratete Ursula, geborene von Fegersheim. Seine Söhne Franz Sebastian und Georg Friedrich stifteten die Linien:
1. Ältere Linie, welche der Katholischen Konfession angehört, deren Chef war um 1865 Karl Freiherr Roeder von Diersburg (* 1789), Senior der Familie.
2. Jüngere Linie, Evangelischer Konfession,
  1. Jüngere Linie, Älterer Ast, welcher sich wieder in zwei Zweige teilte, deren Chefs waren 1865 Wilhelm Freiherr Roeder von Diersburg (* 1809), braunschweigischer Oberstleutnant a. D., und Philipp Freiherr Roeder von Diersburg (1801–1864), badischer Generalleutnant.
  2. Jüngere Linie, Jüngerer Ast: Chef war 1865 Karl Ludwig Ferdinand Freiherr Roeder von Diersburg (* 1810), badischer Landstallmeister.

Der natürliche Sohn von Friedrich Adolf Freiherr Roeder von Diersburg (1714–1787), 16. Senior der Familie und Lehensträger der Herrschaft Diersburg in Baden, vormals landgräflich hessen-darmstädtischer Oberstleutnant aus der Verbindung mit Eleonore Christine Reinheimer, Friedrich Röder (1751–1831), großherzoglich hessischer Hauptmann, stiftete 1751 eine ebenfalls evangelische, hessische Familie, die sich sowohl des Namens Freiherr Roeder von Diersburg als auch weitestgehend des Wappens des uradligen Geschlechts Roeder von Diersburg bedient. Aus seiner Ehe mit Anna Regine Brodecker (1753–1825) gingen drei Söhne und eine Tochter hervor. Zwei Söhne, Ernst Röder, großherzoglich hessischer Oberst und Kommandeur des 3. Infanterieregiments, und Ludwig Röder, großherzoglich hessischen Oberstleutnant im 2. Infanterieregiment und deren Neffe Karl Christian Röder, großherzoglich hessischer Leutnant im 3. Infanterieregiment erhielten aufgrund ihrer militärischen Positionen am 21. September 1839 bzw. am 1. April 1853 die großherzogliche hessische Anerkennung von Titel und Namen.
Das Gut Diersburg (Philippshof) in Baden wird bis heute als Weingut von der Familie betrieben.
Das Rittergut Völkershausen in Hessen kam im 20. Jahrhundert durch Erbschaft aus der Familie von und zu Gilsa an die Freiherren Roeder von Diersburg. Das dortige Gut Marienhof (Völkershausen) ist ein abgeteiltes Vorwerk, das ebenfalls der Familie gehört.

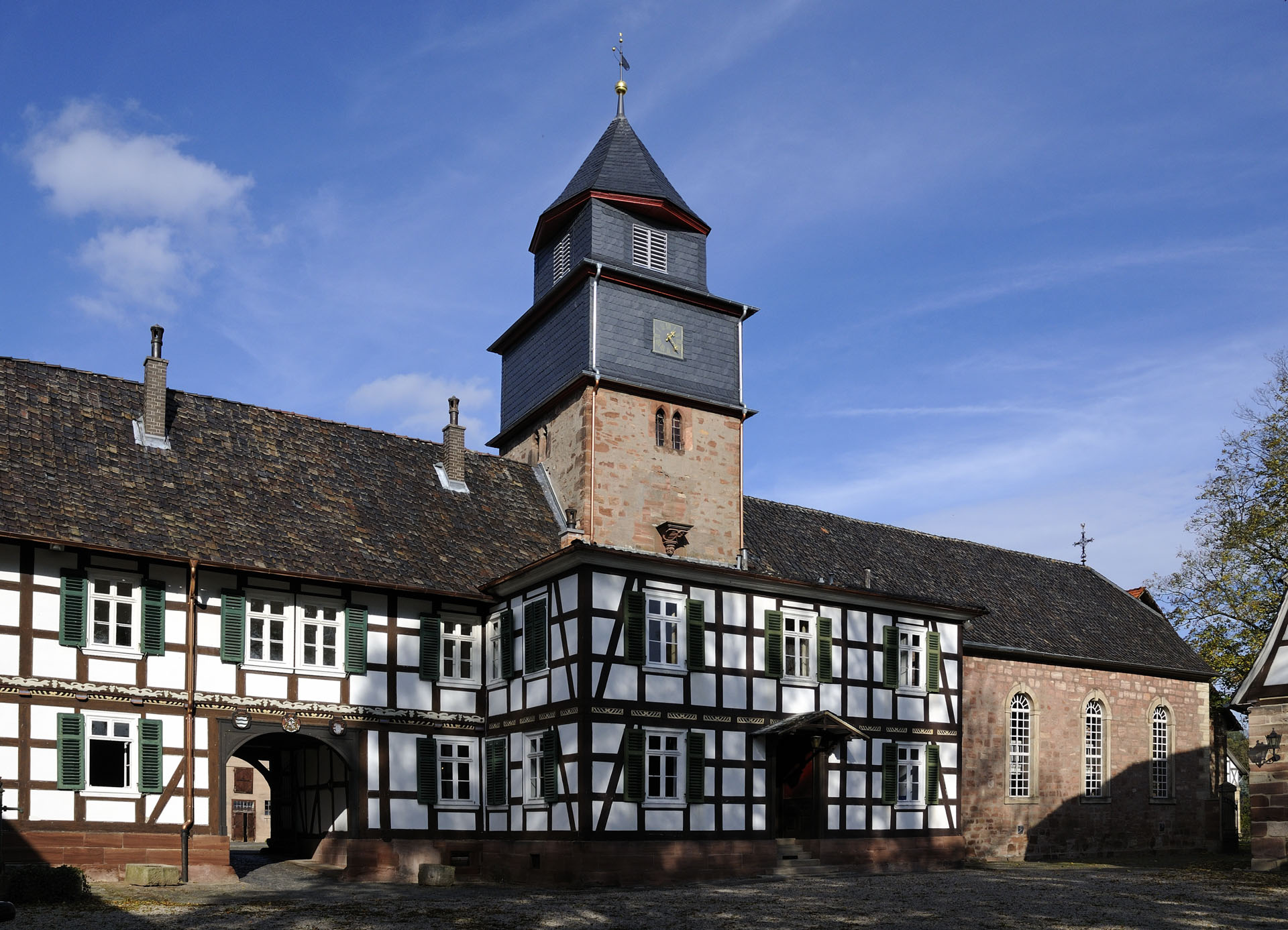
Rittergut Völkershausen
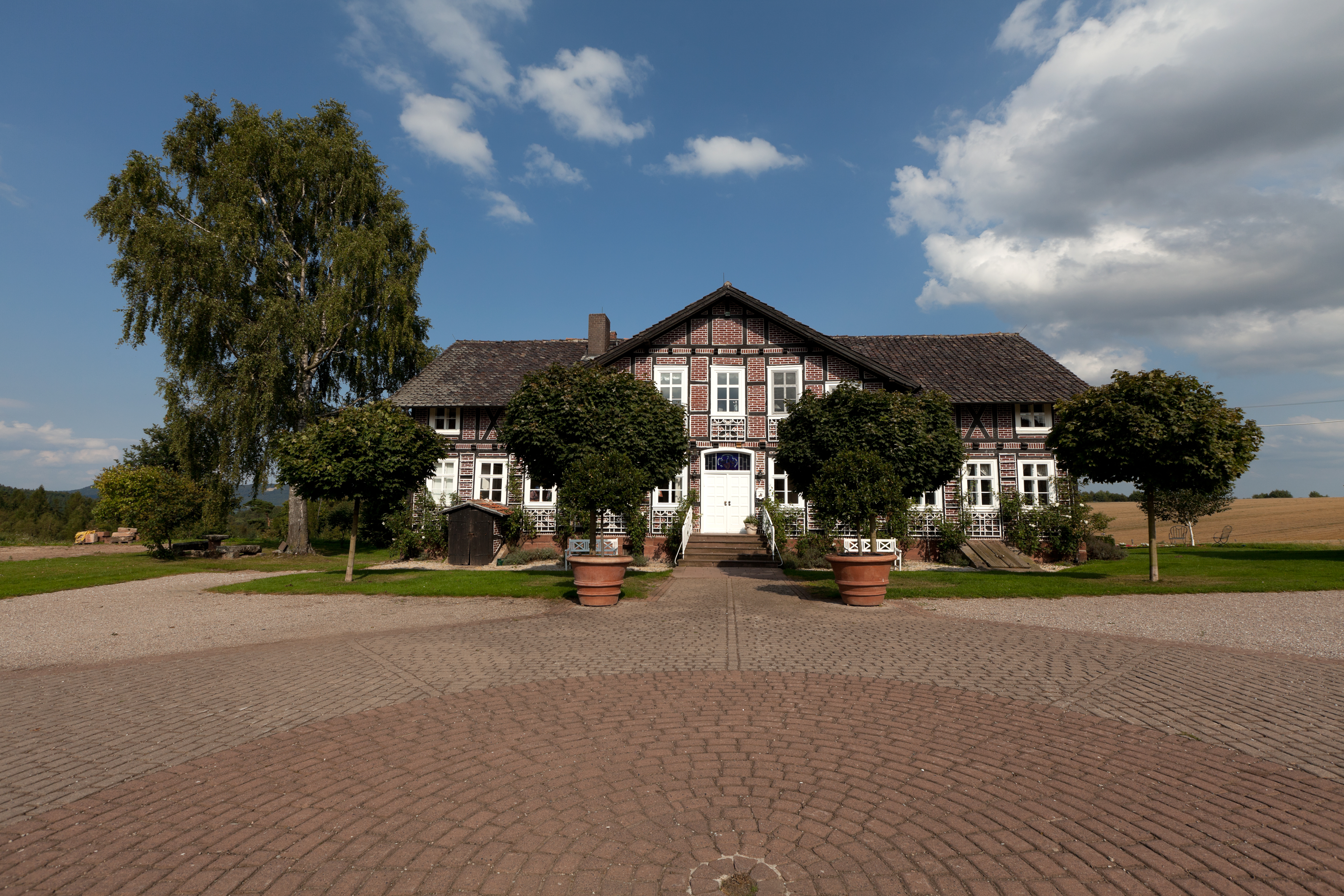
Gut Marienhof (Völkershausen)

## Wappen

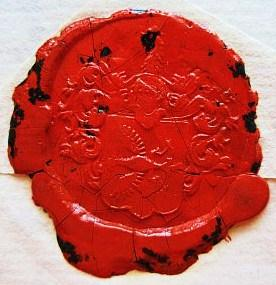
Siegel mit Familienwappen (1797)

Das Stammwappen (ältestes Siegel Burcard des Roders 6. Juli 1274) zeigt in Rot einen querliegenden, rechts abwärts sehenden, goldbewehrten silbernen Adler. Auf dem Helm ein goldbewehrter silberner Adlerrumpf. Die Helmdecken sind rot-silbern.
Wahlspruch: Recht, gerecht, aufrecht.
Das gleiche Wappenbild in anderer Tingierung, einen schwarzen Adler in Gold, führte auch das elsässische Geschlecht von Eytingen.

## Bekannte Familienmitglieder
- Karl Johann Roeder von Diersburg (1626–1685), gräflich nassau-saarbrückenscher Geheimer Rat zu Idstein, landgräflich hessen-darmstädtischer Rat, 1668 im Gefolge des Markgrafen von Baden, später markgräflich brandenburg-bayreuthischer Hofmarschall und Regierungsrat, Herr auf Dreesbach in der Wetterau (neunter Senior der Familie)
  - Hans Philipp Roeder von Diersburg (1665 oder 1666–1709), deutscher Offizier
    - Philipp Roeder von Diersburg (1707–1771), kaiserlicher Geheimer Rat und Präsident der Ritterschaft

Älteste Hauptlinie, ältester Ast:
- Karl Christoph Roeder von Diersburg (1789–1871), Landschafts- und Architekturmaler

Älteste Hauptlinie, jüngster Ast, I. Zweig:
- Ernst Roeder von Diersburg (1780–1851), deutscher Generalmajor
  - Ernst Roeder von Diersburg (1813–1880), geheimer Regierungsrat
    - Diether Roeder von Diersburg (1851–1922), preußischer Generalleutnant
      - Diether Roeder von Diersburg (1882–1918), Offizier der deutschen Kaiserlichen Marine; nach ihm wurde der Zerstörer Z 17 Diether von Roeder benannt

    - Adolf Roeder von Diersburg (1852–1920), großherzoglich-hessischer Generalmajor[5]

Älteste Hauptlinie, jüngster Ast, II. Zweig:
- Ludwig Röder von Diersburg (1822–1881), Provinzialdirektor von Rheinhessen, Großherzogtum Hessen

Älteste Hauptlinie, jüngster Ast, III. Zweig:
- Karl Roeder von Diersburg (1828–1899), preußischer Generalleutnant

Jüngere Hauptlinie, ältester Ast, II. Zweig:
- Philipp Roeder von Diersburg (1801–1864), großherzoglich-badischer Generalleutnant und Schriftsteller
  - Wilhelm Roeder von Diersburg (1832–1909), preußischer General der Infanterie
  - Karl Roeder von Diersburg (1840–1916), preußischer Generalleutnant
  - Ferdinand Roeder von Diersburg (1848–1926), preußischer Generalmajor

Weitere:
- Helene Roeder von Diersburg (* 1970), Managerin und Investmentbankerin

## Abgrenzung
Zu unterscheiden ist dieses Roeder-Geschlecht von einigen Geschlechtern mit gleichlautenden Namen: den zum anhaltischen Uradel gehörenden Röder (Roeder), die 1339 mit Hans Reder zuerst erscheinen und 1835 eine württembergische Freiherrenstandsbestätigung erhalten; den aus Unterfranken stammenden Roeder, seit 1526 auf einem Gut in Rödelsee, die seit 1761 in Schlesien im Adelsstand erscheinen; den zum vogtländischen Uradel gehörenden Roeder (Röder) mit dem vermutlichen Stammhaus Rodau bei Plauen, die mit dem Ritter Heinrich Roder 1333 zuerst erscheinen und 1813 im Königreich Bayern bei der Adelsklasse immatrikuliert werden; den 1798 preußisch geadelten Roeder, deren Stammvater damals königlich preußischer Regierungsrat und Dechant des Stifts St. Sebastiani in Magdeburg war, und den zum schlesischen Uradel gehörenden Roedern, die 1287 mit Tilemann von Reder (de rotis) zuerst erscheinen, 1612 den Reichsfreiherren- und 1669 den böhmischen Grafenstand erhielten.